# فرودگاه تیپلا
فرودگاه تیپلا (به انگلیسی: Tipella Airport) یک فرودگاه خصوصی است که یک باند فرود شن دارد و طول باند آن ۷۶۲ متر است. این فرودگاه در کشور کانادا قرار دارد و در ارتفاع ۱۷ متری از سطح دریا واقع شده است.